# Ilha Drygalski
Ilha Drygalski é uma ilha coberta por uma camada de gelo localizada no litoral do continente da Antártica, 325 metros acima do Mar de Davis. Têm uma área de 220 quilómetros quadrados e está a 85 km do norte da costa do Território Antártico Australiano. A Ilha Drygalski foi avistada pela primeira vez em uma expedição alemã (1901 - 1903) e foi chamada inicialmente de Terra Alta de Drygalski, em homenagem ao professor prussiano Erick von Drygalski, por pensar que a ilha fosse parte do continente antártico. O nome Drygalski foi dado oficialmente à ilha pelo australiano Sir Douglas Mawson.

## Ligações Externas
- Günter Skeib: Algumas observações sobre a topografia e clima Drygalski Ilha
- USGS Geographic Names Information System - Drygalski Island